# TTL 7425

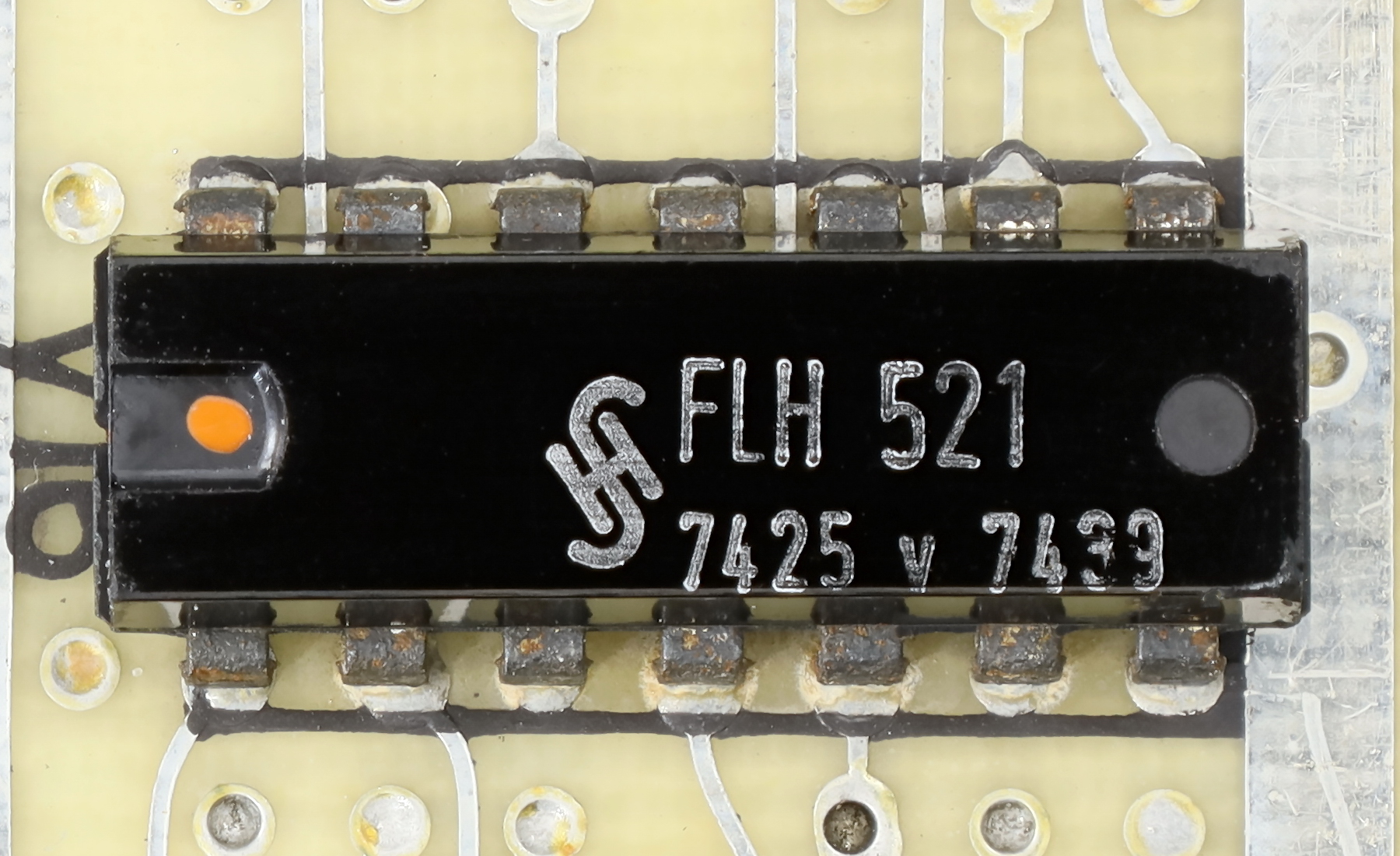
Circuito integrado 7425 (FLH521) da Siemens

O circuito integrado TTL 7425 é um dispositivo TTL encapsulado em um invólucro DIP de 14 pinos que contém duas portas NOR de quatro entradas com strobe.

## Tabela-verdade
{\displaystyle Y={\overline {G(A+B+C+D}})}
| A (entrada) | B (entrada) | C (entrada) | D (entrada) | G (entrada) | Y (saída) |
| ----------- | ----------- | ----------- | ----------- | ----------- | --------- |
| H           | X           | X           | X           | H           | L         |
| X           | H           | X           | X           | H           | L         |
| X           | X           | H           | X           | H           | L         |
| X           | X           | X           | H           | H           | L         |
| X           | X           | X           | H           | H           | L         |
| L           | L           | L           | L           | X           | H         |
| X           | X           | X           | X           | L           | H         |

H (nível lógico alto)
L (nível lógico baixo)
X (irrelevante)